# 銳劍虎屬
锐剑虎属（Pontosmilus），是一屬劍齒虎，生存於1500-900萬年前中新世的歐亞大陸。锐剑虎属下有三個种，全部原先都是分類在副劍齒虎屬下，但這個分類仍有爭議。

## 下属物种
本属包括以下物种：
- †马氏锐剑虎 Pontosmilus maximiliani Zdansky, 1924
- †东方锐剑虎 Pontosmilus orientalis Kittl, 1887
- †欧亚锐剑虎 Paramachairodus transasiaticus